# Бобер на Україні (фільм)

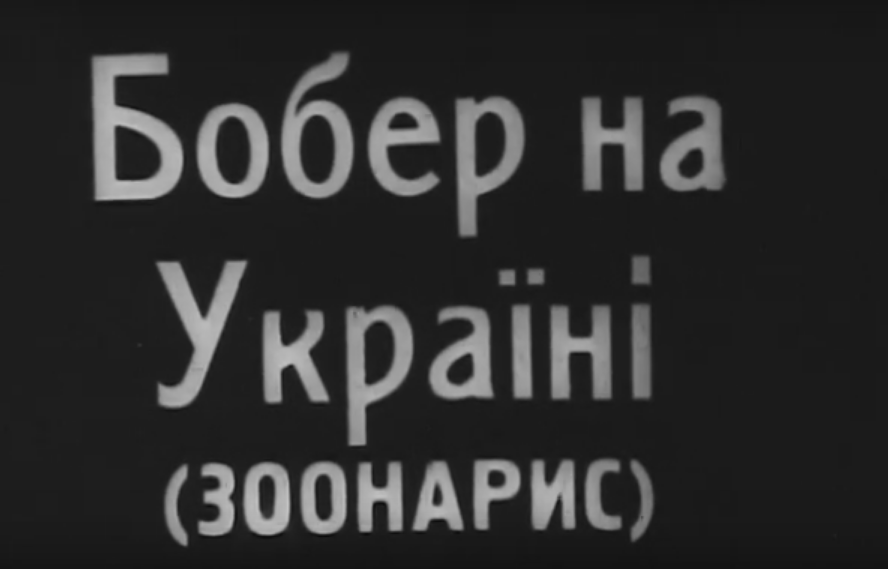
Заголовний кадр фільму «Бобер на Україні» (1931)

 1931 року «Київська кінофабрика Українфільму» видала фільм М. Шарлеманя та П. Єзерського «Бобер на Україні (зоонарис)», тривалістю 8 хвилин 10 секунд. Примірник фільму зберігається за № 12094 у Центральному державному кінофотофоноархіві України імені Г. С. Пшеничного, куди був переданий 2000 року з Берлінського кіноархіву в числі інших кінофільмів українського виробництва, вивезених в роки окупації до Німеччини.
В титрах фільму зазначається: «Кінонарис М.Шарлеманя та П.Єзерського. Випуск Київської кінофабрики „Українфільм“. 1931 р.» Фільм був відзнятий у державному заповіднику «Конча-Заспа», що на той час функціонував на південній околиці Києва. Заповідник був оголошений у грудні 1921 року під назвою "Державний рибний заповідник Дніпрової пойми «Конча-Заспа», який очолював І.Фаліїв. Зоолог М. В. Шарлемань працював у заповіднику з перших днів його роботи і до 1933 року. Завдяки ініціативі М.Шарлеманя, у заповіднику діяла взірцева науково-дослідна станція, що дозволило мати тут зручні базу для зйомок.
1931 року, за ініціативи М.Шарлеманя, у заповіднику проводився експеримент щодо поновлення поселення бобрів, яке було тут в минулому. Зокрема, у заповіднику випустили пару бобрів, що прижилась успішно на його території. До цієї події М.Шарлемань та П.Єзерський приурочили зйомку свого кінонарису. Враховуючи складність зйомки диких тварин тогочасною технікою, випускання бобрів стало гарною можливістю зняти їх на кіноплівку.
У фільмі показано краєвиди річок північної частини України, озеро Конча, подано зоологічний нарис про поширення бобрів в Україні.
Зйомки у самому заповіднику він згадував так: «Лише в вересні 1930 року київська спілках мисливців та рибалок запропонувала заказникові випустити пару бобрів, що їх було виловлено 7 — р. Тетерева в зв'язку з меліоративними роботами. Заказник на цю пропозицію пристав і 13 вересня перевели і випустили на Кончі бобрів в тому місці, де була колись їхня колонія. Момент випуску зафільмував оператор київської кінофабрики П. Єзерський. Випустили бобрів на високому правому березі Кончі і звідтіля вони перейшли на низький беріг у густі вербові хащі. Дуже швидко бобри освоїлися з місцевістю і почали гризти вербу. Сторожі заказника довгий час не могли звикнути до тих згуків, що чутно, коли бобер гризе дерево».
Сьогодні, фільм «Бобер на Україні» є найдавнішим зі збережених кінофільмів про природу як для України, так і для всього пострадянського простору.